# Border Devils
Border Devils é um filme dos Estados Unidos de 1932, do gênero faroeste, dirigido por William Nigh e estrelado por Harry Carey. O filme foi baseado em uma história de Murray Leinster.